# Atog
Een atog is een fictief wezen uit de wereld van Magic: The Gathering.

## Kenmerken
Atogs staan bekend om hun ongebruikelijke eetlust en onstilbare honger. Ze zijn antropomorf en amfibie- of reptielachtig, hebben bolle ogen en een grote mond en lijken soms op goblins. Ze komen voor in de universums van Dominaria, Rath en Mirrodin.

## Kaarten
In het ruilkaartspel van Magic zijn er verschillende kaarten gedrukt van atogs sinds de set Antiquities, waarin de eerste atog verscheen, simpelweg “Atog” genaamd.
Typisch voor de atog-kaarten is dat ze zich versterken door andere kaarten te “eten”, dit gebeurt doordat de speler van een atog andere kaarten opoffert (sacrificed), met een gunstig effect voor de atogkaart. Het eerste deel van de namen van de atogkaarten is altijd een verwijzing naar wat ze “eten”. De naam “atog” is een anagram voor het Engelse “goat”, wat “geit” betekent, en gekozen omdat geiten de naam hebben alleseters te zijn.
Tot in juli 2009 zijn er twaalf atogkaarten verschenen: Atog, Megatog, Foratog, Chronatog, Necratog, Auratog, Fantatog, Psychatog, Sacratog, Lithatog, Thaumatog en Atogatog.
In de set Time Spiral verscheen de eerste (en voorlopig enige) kaart die naar een atog verwees, maar geen atogkaart was. Dit was Chronatog Totem, een artifact.